# Myzomela wahe
Myzomela wahe  (лат.)— вид птиц из семейства медососовых. Таксон был описан учёными в 2020 году. Назван в честь деревни Wahe, которая является воротами к наиболее высоким частям острова Талиабу, где эти птицы чаще всего встречаются.
Представители вида обнаружены только на острове Талиабу в архипелаге Сула. На указанном острове они обитают от уровня моря до высоты в 1300 м, а предположительно, и еще выше, до приблизительно 1415 м. Птицы живут под пологом леса и на опушках. Питаются они нектаром и фруктами, Myzomela wahe были сфотографированы во время питания на цветах.